# Gobo

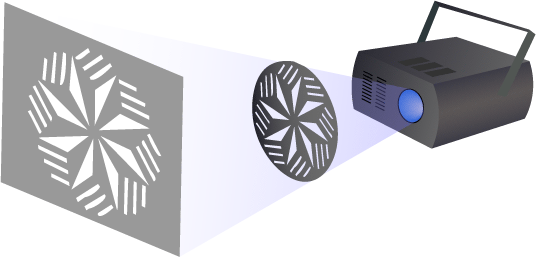
Gobo para la proyección lumínica

Gobo (acrónimo del inglés, “goes before optics”, "va delante de la óptica") es una técnica fotográfica y cinematográfica para bloquear la iluminación mediante una pantalla opaca.

## Usos
En fotografía o cine se monta normalmente sobre una barra que se ajusta a un trípode y es utilizado principalmente para interrumpir el paso de la luz entre los aparatos de iluminación y la cámara, a fin de que la luz no incida en el objetivo. También puede usarse para bloquear el paso de la luz a determinadas partes de un decorado. Igualmente se puede utilizar para disimular una fuente de iluminación en el propio decorado. 

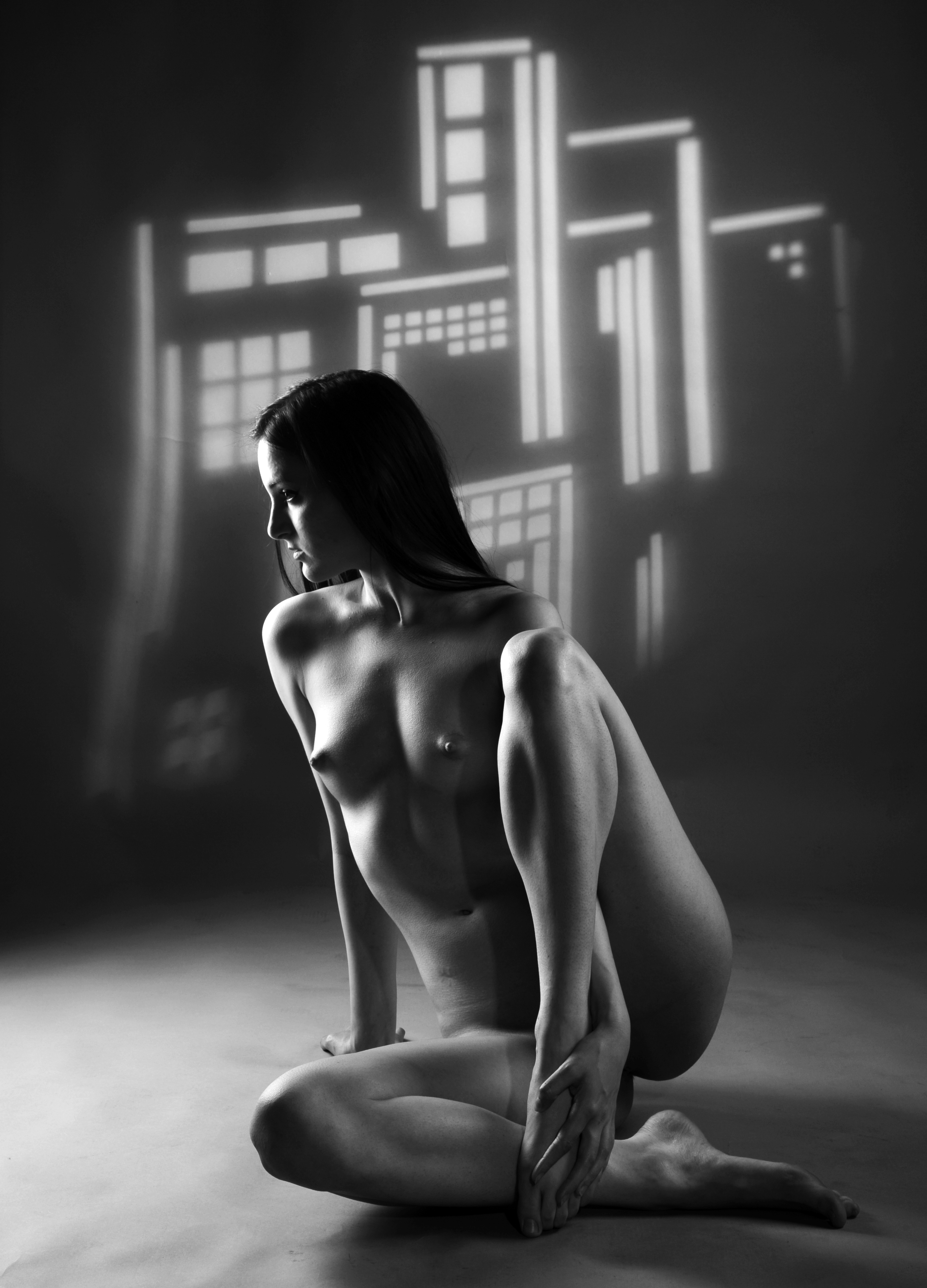
Proyección lumínica con gobos.

## Tipos y variantes
Si los gobos son rectangulares y pequeños se les denomina banderas; a los largos y estrechos, dedos; y a los circulares, puntos.
Una de las modalidades más utilizadas de los gobos es como máscara para proyectar: Se recortan plantillas gráficas en el gobo, a fin de controlar la proyección de luz emitida y para crear diversas sombras con formas en un decorado.
La proyección lumínica con gobos, supone un enmascaramiento mediante una lámina metálica o de vidrio con un motivo gráfico que se coloca delante de un proyector para proyectar luz sobre una pantalla. La proyección con gobos tiene múltiples posibilidades y se usa tanto para un decorado fotográfico o cinematográfico, en teatro y en general en el mundo del espectáculo o para promocionar un producto proyectando su logo a gran escala.

### Metal
Soportan temperaturas muy altas y los hay de casi todo tipo de tamaño. Estos son idóneos para muchos proyectos, ya que al ser resistentes y poder crearlos con cualquier patrón de diseño, puedes usarlos para un pequeño objetivo, e incluso para proyectar en fachadas. En cuanto al manejo de estos, es recomendable evitar huellas y limpiarlos con paños suaves y sin pelusa.

### Vidrio
En cuanto a los gobos de vidrio, existen distintos tipos de este carácter:
- Blanco y negro: Son gobos formados por vidrio termo-resistente, que normalmente soportan hasta los 1200 W de potencia. La calidad de la proyección del gobo viene dada por la calidad de la imagen que se impregna en el vidrio. A mayor calidad, más detalles finos y gradaciones más suaves. El manejo de estos es igual al de los de metal, evitar huellas y limpiarlo con paño suave, para evitar rayados.
- Duotono: Parten de vidrios de carácter dicroico y se caracterizan por tener normalmente una gama de 2-3 colores. Tienen la misma base que los gobos de vidrio en blanco y negro y en cuánto a su manipulación, evitar huellas igualmente.
- Todo color: Son iguales que los gobos de vidrio a color, salvo que en vez de ser duotonos, contienen todo el rango de colores en CMYK. El resultado es una imagen proyectada con ciertos elementos bien enfocados y otros desdibujados y borrosos. En cuanto al manejo, es idéntico a los anteriores.